# SIR-model (epidemiologie)

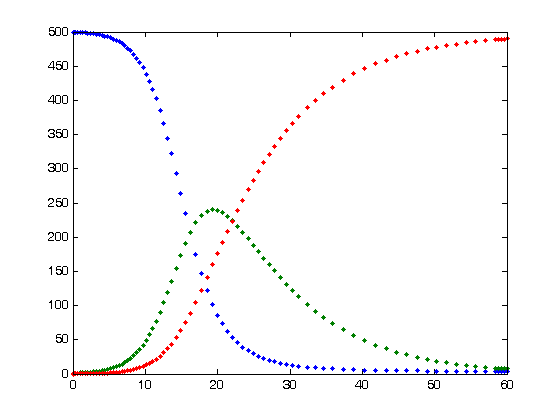
Verticale as: aantal personen, horizontale as: de tijd.
Vatbare mensen
Besmette(lijke) mensen
Genezen mensen
Een epidemie begint op tijd t=0 met 500 vatbare personen S (blauwe punten) maar houdt vanzelf op tijd t=60 op, als er geen vatbare personen meer zijn. Alle 500 zijn dan genezen: de rode punten van R. In de tussentijd heeft het aantal besmette(lijke) mensen (groen) een piek bereikt en gaat naar nul aan het eind.
Totaal aantal personen N = S + I + R = 500.
In dit model vallen er geen doden en wordt ongeveer de helft van de bevolking besmet (groen).

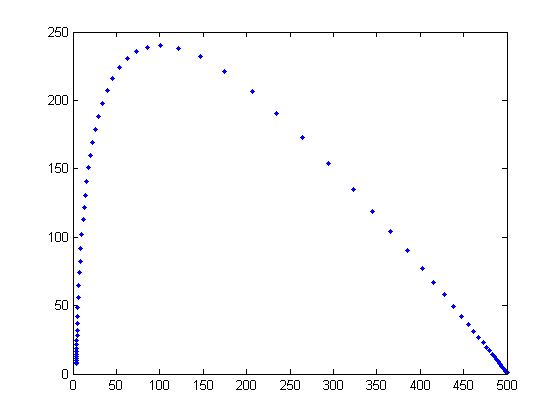
Toestandsdiagram voor het SIR-model

Het SIR-model naar Kermack en McKendrick (1927) is een eenvoudig ziektecompartimentenmodel.

## Drie compartimenten
De situatie wordt vereenvoudigd tot drie compartimenten: S (vatbaar; susceptible), I (besmettelijk; infectious) en R (genezen; recovered). 
Dit is een eenvoudig model voor ziekten als mazelen, bof en rodehond.
{\displaystyle S\rightarrow I\rightarrow R}
Deze letters worden ook gebruikt om het aantal individuen in elk compartiment aan te geven; dit is tijdsafhankelijk: S(t), I(t) en R(t)
In het flowdiagram kan bij elke pijl een overgangssnelheid aangegeven worden:  {\displaystyle S{\frac {\lambda }{}}I{\frac {\delta }{}}R}
λ wordt ook infectiekracht genoemd, δ de genezingssnelheid (het omgekeerde van de infectieduur D: δ = 1/D).

## Berekening R0
Aan de hand hiervan kan het reproductiegetal R0 berekend worden:
{\displaystyle R_{0}={\frac {\lambda }{\delta }}={\frac {\beta \times S}{\delta }}=\beta \times S\times D}
{\displaystyle S(t)+I(t)+R(t)=N}